# Focillodes fulva
Focillodes fulva är en fjärilsart som beskrevs av Bethune-Baker 1906. Focillodes fulva ingår i släktet Focillodes och familjen nattflyn. Inga underarter finns listade i Catalogue of Life.